# Reial Club Nàutic de Barcelona

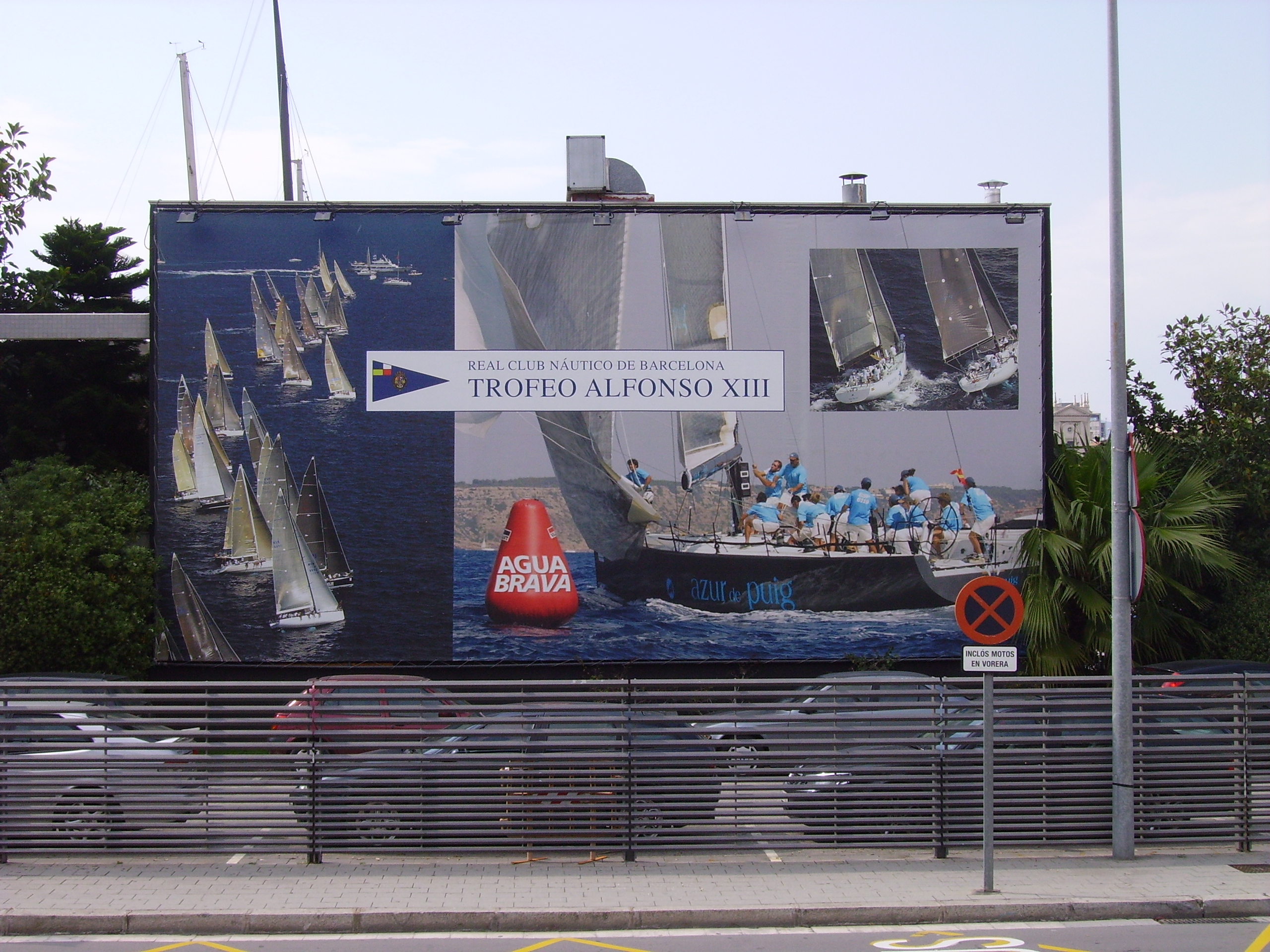
Anunci del Trofeu Alfons XIII al Reial Club Nàutic de Barcelona

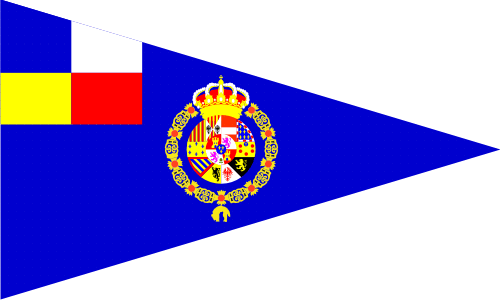
Bandera del Reial Club Nàutic de Barcelona

El Reial Club Nàutic de Barcelona (RCNB) és un club nàutic de la ciutat de Barcelona i un dels clubs esportius més antics d'Espanya. Va ser fundat l'any 1876 amb el nom de Club Català de Regates.
Es troba a un extrem del Port de Barcelona. Disposa d'unes instal·lacions de bona qualitat, i compta amb un Port esportiu, un local social i una escola de navegació. El restaurant del RCNB té uns finestrals amb una bona vista del port i normalment està obert per al gran públic.
El port esportiu té 175 amarratges, 20 dels quals són de lloguer mentre que la resta són de propietat privada.
En sintonia amb la companyia catalana de perfumeria i moda Puig, el Club Nàutic organitza anualment a aigües de Barcelona una regata denominada Puig Vela Clàssic. La principal particularitat de la regata és que està reservada per a embarcacions clàssiques i tradicionals. La regata és una de les més importants per a velers clàssics de totes les que se celebren arreu.

## Gestió
| ORGANISME PROPIETARI | Autoritat Portuària de Barcelona |
| TIPUS DE GESTIÓ      | Concessió Administrativa         |
| CONCESIONÀRIA        | Reial Club Nàutic de Barcelona   |

## Mèrits
El RCNB ha rebut molts honors en la seva llarga existència. Entre els més importants cal destacar els següents:
- 1999: Placa d'or de la Reial Orde del Mèrit Esportiu.
- 2003: Medalla al Mèrit Esportiu, categoría Or de l'Ajuntament de Barcelona.
- 1998: Àncora d'or de la Reial Federació Espanyola de Vela.
- 1997: Millor Entitat Esportiva Catalana del diari El Mundo Deportivo.
- També ha rebut nombroses vegades la Vela d'Or de la Federació Catalana de Vela.